# یاهو! جستجو
یاهو! جستجو (به انگلیسی: Yahoo! Search) یک موتور جستجوی وب است که در ۱۹۹۵ توسط شرکت یاهو! راه‌اندازی شد. طبق آمار نت اپلیکیشنز (به انگلیسی: Net Applications) یاهو! جستجو دومین موتور جستجوگر پربازدید با ۶٬۴۲٪ بازدید موتورهای جویشگر پس از جستجوگر گوگل با ۸۵٬۳۵٪ میزان بازدید و بالاتر از موتور جویشگر بایدو با ۳٬۶۷٪ است.

## فارسی دارد
یاهو! جستجو واسط کاربر خود را حداقل در ۳۸ زبان گوناگون در دسترس گذاشته‌است.